# Морнезе
Морнезе (італ. Mornese, п'єм. Mornèis) — муніципалітет в Італії, у регіоні П'ємонт,  провінція Алессандрія.
Морнезе розташоване на відстані близько 430 км на північний захід від Рима, 100 км на південний схід від Турина, 33 км на південь від Алессандрії.
Населення — 742 особи (2014).
Щорічний фестиваль відбувається 10 вересня. Покровитель — святий Миколай da Tolentino.

## Демографія
Населення за роками:

Станом на 1 січня 2023 року в муніципалітеті офіційно проживало 48 іноземців з 19 країн, серед них 19 громадян країн Євросоюзу та 3 громадяни України.

## Сусідні муніципалітети
- Бозіо
- Казаледжо-Боїро
- Монтальдео
- Пароді-Лігуре